# Zoersel
Zoersel är en kommun i provinsen Antwerpen i regionen Flandern i Belgien. Zoersel hade 21 847 invånare (2017).